# Glossario della danza classica

## A

### À la seconde
Con il termine à la seconde si intendono i passi che vengono eseguiti nel piano laterale.

Traduzione letterale: alla seconda.
Esempi: battement tendu à la seconde, battement jeté à la seconde, grand battement à la seconde e développé à la seconde.

### À terre
Con il termine à terre vengono indicati i passi che si eseguono a terra.

Traduzione letterale: a terra.

Esempi: battement tendu e rond de jambe

### Accento musicale
Con il termine accento si intende l'intensificazione di uno o più suoni perché acquistino un particolare rilievo ritmico e/o espressivo.

### Adagio

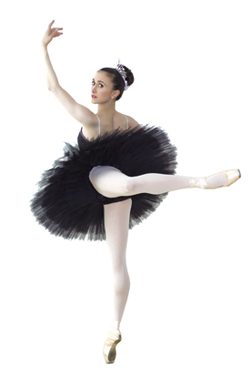
Attitude (posa che si usa negli adagi)

Con il termine Adagio (dall'italiano ad agio) si intendono quei passi che si eseguono in un brano musicale lento; questi passi si possono dividere in tre gruppi:
- Un tipo di esercizio che fa parte della serie "exercices au milieu" cioè esercizi al centro e consiste in una legazione di movimenti lenti e aggraziati capaci di rafforzare la forza di sostegno, l'equilibrio, il senso della linea e il posizionamento più corretto. I principali passi usati nell'adagio sono: pliés, développés, grand fouetté en tournant, dégagés, grand rond de jambe, rond de jambe developescarius alla settima e alla ottava en l'air, coupés, battements tendus, attitudes, arabesques, la preparazione alle pirouettes e tutti i tipi di pirouettes.
- Un esercizio à la barre (alla sbarra), che, come al centro, tende a rafforzare il sostegno della gamba, e generalmente si esegue come passé développé, e può essere in avanti, alla seconda, o in arabesque. Può comprendere anche attitudes, penchées, cambrés e promenades.
- L'apertura del classico pas de deux, nel quale la ballerina, aiutata dal compagno, chiamato partner o porteur, esegue movimenti lenti in elevazione, mentre il ballerino svolge l'importantissima funzione di sollevare, portare, accompagnare e sorreggere la ballerina.

Viene usato molto spesso nei balletti classici come il Lago dei cigni, Lo Schiaccianoci e La bella addormentata.

In musica il termine adagio indica un movimento piuttosto lento: indica una velocità di 66-76 battiti al minuto (meno veloce dell'andante e meno lento del largo).
Terzo Port de bras Dalla seconda posizione le braccia fanno allongée e flettendo il busto in avanti vengono portate in prima; una volta raddrizzato il busto le braccia dalla prima passano alla quinta posizione e si flette il busto indietro; infine si aprono le braccia per tornare in posizione iniziale.

### Air (en l')
Con il termine en l'air si indicano i passi che si svolgono "in aria"
Esempi: ronde de jambe en l'air

### Allegro
In musica il termine allegro indica un movimento piuttosto veloce, da non confondere come riferimento del contenuto del brano. Indica una velocità che sta tra i 120-168 battiti al minuto. Nella danza classica viene usato per indicare l'esecuzione di passi saltati e può suddividersi in grande, medio e piccolo allegro. Il 'grande allegro è spesso la parte più spettacolare di un balletto in cui sono eseguite tutti i movimenti e i grandi salti più veloci.

### Allongé
Il termine allongé indica la posizione che assumono le braccia nei port de bras e in svariate pose come nelle arabesque.

Traduzione letterale: allungato.

### Aplomb
Con il termine aplomb si intende il giusto bilanciamento e controllo del peso del corpo.

Traduzione letterale: appiombo, cioè lo stare verticali come il filo di piombo.

### Arabesque
Il termine significa letteralmente "alla maniera arabica" perché inizialmente si riferiva a figurazioni di gruppo che componevano un disegno simile alle volute "arabescate" delle composizioni figurative classiche.

L'arabesque è una delle figure di base del balletto, chiamate anche "pose".

Nelle arabesque il peso del corpo è supportato da una sola gamba, mentre l'altra, con il ginocchio steso, è allungata en arrière. Le braccia, armoniche con il corpo, sono entrambe in allongé, ossia allungate. Solitamente un braccio è diretto in avanti mentre l'altro è à la seconde, ma in alcuni tipi di arabesque entrambe le braccia sono allungate avanti, ad altezza differente l'una dall'altra (arabesque à deux bras) o in opposizione, ossia un braccio allungato in avanti e l'altro dietro formando una linea obliqua. La linea che si viene a creare è dunque più allungata possibile, dalla punta delle dita della mano che si trova in avanti fino alla punta del piede della gamba allungata indietro formando una posa plastica ed espressiva. Le spalle devono essere assolutamente parallele alla direzione di questa linea.
Nelle varie scuole troviamo molte varianti di arabesque, la cui differenza consiste nel rapporto tra le braccia e le gambe. Il metodo Cecchetti prevede cinque tipi di arabesque, la scuola russa (metodo Vaganova) quattro, mentre la scuola francese solamente due.
Le arabesques più comunemente utilizzate sono quelle della scuola russa:
1. Prima arabesque, chiamata raramente con i nomi di ouverte o di allongée, ha le gambe in posizione effacée, o più comunemente aperte. Il braccio opposto alla gamba alzata è teso in avanti e l'altro lateralmente. Le mani sono allungate e il palmo e il gomito sono rivolti verso il pavimento. La testa è di profilo e le spalle sono alla stessa altezza.
2. Seconda arabesque: le gambe sono aperte come nella prima arabesque e il braccio corrispondente alla gamba di terra si porta di lato e il braccio corrispondente alla gamba sollevata è avanti. La testa è girata verso il pubblico e le spalle sono alla stessa altezza.
3. Terza arabesque: la gamba dietro è quella alzata, e quindi la posa, rispetto al pubblico è chiusa. Il braccio corrispondente alla gamba alzata è proteso in avanti mentre l'altro si stende lateralmente. La testa è girata nella direzione indicata dalla punta delle dita del braccio proteso in avanti. Le spalle sono sempre allineate.
4. Quarta arabesque: anche in questo caso le gambe si trovano in posizione chiusa, o incrociata, rispetto al pubblico. Il braccio che è allungato in avanti è opposto alla gamba alzata, e forma una linea obliqua con l'altro braccio che è allungato dietro coinvolgendo anche le spalle. La testa è rivolta verso il pubblico.

### Arrière (en)
Con il termine en arrière si indicano i passi che si eseguono dietro rispetto all'asse del corpo.

Traduzione letterale: indietro.

Esempi: battement tendu, battement tendu jeté, battement relevé lent battement développé, battement fondu, battement frappé, grand battement tendu jeté, glissade, sisonne e pas de basque.

### Assemblé (pas)
Il pas assemblé è un salto che si può eseguire en avant, à la seconde, en arrière.

Traduzione letterale: assemblare.
Si prende impulso da una sola gamba e dopo averle riunite in aria (da dove il nome), si atterra su entrambe.
Esecuzione: Si inizia in prima posizione delle gambe, o in terza posizione (se si esegue nelle prime fasi di studio), o in quinta posizione con le braccia in posizione preparatoria e la testa girata o meno, in base alla posizione delle gambe. Si esegue un demi-plié durante il quale la gamba striscia fino alla sua massima estensione per poi dare lo slancio con l'altra gamba per saltare. Nell'altezza massima del salto le gambe vengono chiuse così da arrivare a terra con le gambe nella posizione finale.

### Attitude
L'attitude è una posa nella quale il danzatore sta su una gamba sola mentre l'altra è piegata en arierre o en avant.

A seconda del posizionamento del danzatore nello spazio e della visuale che assume nei confronti del pubblico, l'attitude può essere eseguita in effacé o in croisé. Si ha l'attitude in effacé quando - sia nella direzione in avanti che in quella indietro - entrambe le gambe sono visibili dal pubblico in tutta la loro lunghezza, mentre si ha l'attitude in croisé in avanti quando la gamba che sostiene il peso è parzialmente nascosta da quella sollevata e l'attitude in croisé indietro quando la gamba sollevata è parzialmente nascosta da quella che sostiene il corpo.
Gli storici del balletto attribuiscono l'invenzione di questa posa al maestro e teorico della danza Carlo Blasis, che si è ispirato alla celebre statua in bronzo del Mercurio di Giambologna.

### Avant (en)
Con il termine en avant si indicano i passi che vengono eseguiti in avanti.

Traduzione letterale: in avanti.

Esempi: battement tendu, battement jeté, battement frappé, attitude, pas de basque, pas glissade e battement développé

## B

### Ballon
Indica la capacità di un danzatore di dare l'illusione di restare sospeso in aria durante un salto, e più in generale la bravura nell'esecuzione di un salto. L'espressione è legata (erroneamente) al nome del danzatore Jean Balon o Ballon.

### Ballonné
Movimento in cui si esegue un demi-plié con una sola gamba, tenendo l'altra in cou de pied, poi si estende questa in avanti (o indietro, o di lato), eventualmente eseguendo un salto, e la si riporta richiudendola di nuovo in cou de pied (per esempio nel pas de deux dei contadini in [Giselle]).

### Bandeaux (À)
Acconciatura raccolta sulla nuca che copre le orecchie della danzatrice, introdotta da Maria Taglioni nella Sylphide.

### Battement Tendu
Partendo dalla prima o dalla quinta posizione e mantenendo entrambe le gambe tese, una gamba fa il battement tandu il peso si sposta sulla gamba d’appoggio con la punta del piede tesa, alla massima distanza consentita, senza variare il peso del corpo, per poi richiudersi in posizione di partenza, mantenendo il contatto del piede al suolo per l'intera durata del movimento.
Si può eseguire in avanti, di lato, (à la seconde) e dietro. Il termine battement si riferisce all'intero movimento di andata e di ritorno della gamba. Quando ci si limita al movimento di andata, lasciando la gamba in apertura, il movimento si chiama dégagé.

### Battement dégagé
Simile  al battement tendu ma eseguito a velocità doppia: il piede si solleva da terra con la punta tesa, poi tocca di nuovo terra come in un b. tendu, poi torna in prima o quinta posizione. A seconda delle scuole si parla di battement dégagé (metodo Cecchetti), battement jeté (metodo Vaganova), o battement glissé (scuola francese).

### Battement glissade
Vedi Battement dégagé.

### Battement jeté
Vedi Battement dégagé.

### Battement fondu
Movimento in cui la gamba d'appoggio esegue un Plié mentre l'altra gamba esegue un'estensione dal cou de pied e si solleva da terra.

### Battement Frappé
Partendo da un cou de pied la gamba viene estesa rapidamente (in avanti, di lato o indietro) mentre il piede tende a sfiorare il pavimento con la punta. Il piede e il ginocchio della gamba che si muove rimangono alla stessa altezza.

### Batterie
Salti in cui, nel punto più alto di elevazione da terra, le gambe effettuano uno o più cambi, e perciò "battono". I cambi possono essere in teoria da uno a cinque, ma la terminologia tradizionale conta i passaggi dei piedi totali, che possono giungere (allo stato della tecnica e delle possibilità umane) sino a dodici. Il mitico entrechat dix può essere eseguito solo da pochi virtuosi, come ad esempio era Nijinskij, ma di recente è stato attestato anche un entrechat douze. I salti con batterie senza spostamento nello spazio e con atterraggio su due piedi sono, in ordine crescente di numero di passaggi: entrechat royal, entrechat quatre, entrechat sis, entrechat huit, entrechat dis, entrechat douze. Questi salti assumeranno diversa numerazione in caso di atterraggio su un solo piede (il numero aumenta di uno: entrechat trois, entrechat cinq ecc.).
Potenzialmente ogni tipo di salto può essere eseguito battu cioè con una batteria, e spesso prende in questo caso un appellativo diverso. Ad esempio si parla di assemblé battu, ma la glissade battue in avanti, viene chiamata brisé.
Pas de Basque
È composto da un demi ronde e glissade, spesso concluso da uno chassé en avant, o en arrière. Si parte dalla quinta croise, si effettua un demi ronde spostando l'aplomb en face, dove si esegue un glissade che termina nel croise opposto a quello di partenza, in caso di finale in chasse lo si esegue nella direzione del croise di arrivo.

### Bras bas
Posizione delle braccia tenute curvate e basse davanti al corpo, all'altezza delle cosce con le mani separate da un piccolo spazio.

### Brisé
Salto facente parte delle "batterie", si esegue partendo da una quinta posizione croisée e facendo "strisciare" la gamba dietro verso avanti tesa passando per un demi plié in prima posizione, poi saltando le due gambe vanno battute per tornare nella posizione iniziale, ma poco più spostata.

## C

### Cabriole
Salto che parte da un solo piede, poi la gamba rimasta indietro raggiunge quella che si è innalzata per prima, la tocca e il suolo viene raggiunto su entrambi i piedi.

### Cambré
Il cambré (arcuato) è un movimento che implica la flessione del busto all'indietro o in avanti. Il termine, pur appartenendo alla danza classica, per estensione è utilizzato anche nelle altre tecniche. Per eseguirlo correttamente è necessario sostenersi attivamente con i muscoli dorsali e addominali e imprimere alla parte alta del torace una spinta verso l'alto. La flessione infatti deve avvenire all'altezza del cingolo scapolare e non bisogna abbassare molto la testa, ma tenerla ruotata verso il braccio portante.

### Chaînés
Per chaînés si intende un passo di danza classica. Gli chaînés vengono eseguiti girando con i piedi in prima , in quinta o in seconda posizione e spostando il peso del corpo da un piede all'altro. Generalmente anche le braccia vengono messe nella prima posizione, ma in alcune coreografie possono essere anche alla seconda, o le mani possono essere posate sui fianchi. Molte volte, quando si fanno più di 3 chaînés si inizia a girare con le braccia in seconda che gradualmente si posizionano in prima posizione.
Gli chaînés possono essere ammirati in molti balletti, per esempio nell'ouverture dello Schiaccianoci con Gelsey Kirkland e Michail Baryšnikov.

### Changement de pieds
Lo changement de pieds è un passo saltato che si effettua dalla quinta posizione. Secondo l'altezza del salto medesimo si deve distinguere tra petit changement de pieds (piccolo cambiamento dei piedi) e grand changement de pieds (grande cambiamento dei piedi). Come per tutti i salti, si inizia con un demi-plié e durante il salto si scambiano i piedi: se si è iniziato con il piede destro davanti e il sinistro dietro, si scenderà con il sinistro davanti e il destro dietro. Nella discesa si esegue di nuovo un demi-plié.
La differenza sostanziale nell'esecuzione tra il petit e il grand changement consiste nel momento dello scambio: nel piccolo i piedi vengono scambiati in aria, mentre nel grande si scambiano poco prima di toccare terra. Inoltre il salto piccolo è eseguito in velocità e fa parte del cosiddetto piccolo allegro - o legazione di piccoli salti - mentre il grande si esegue con un tempo più sostenuto e fa parte del grande allegro, o legazione di grandi salti.

### Chassé
Chiamato anche "pas chassé", passo scivolato in cui uno dei due piedi caccia via l'altro prendendone il posto.
Può essere eseguito in avanti, indietro e di lato.

### Corps de ballet
Nel balletto, il corps de ballet ((FR)  corpo di ballo) è il gruppo formato da danzatori e danzatrici che non ricoprono il ruolo dei solisti ed equivale al coro dell'opera lirica. Svolge le parti di insieme di un balletto e spesso accompagna come sfondo le evoluzioni dei solisti e dei primi ballerini. I danzatori del corps de ballet devono eseguire i passi all'unisono, con movimenti e pose perfettamente sincronizzati.

### Cou de pied
L'espressione cou de pied vuol significare "collo del piede". Esistono tre tipi di cou de pied: quello in avanti che si dice "cou de pied en avant" (avanti), quello indietro detto "cou de pied derrière" (dietro) e infine quello abbracciato "cou de pied embrassé" (abbracciato). Tutti i cou de pied si possono svolgere sulla mezza, sulla punta o a terra. Quando è in avanti, la gamba di terra deve essere perfettamente stesa, invece la punta dell'altra gamba deve essere appoggiata all'altezza del polpaccio con il tallone che spinge avanti, mentre in quello indietro il tallone deve sempre essere appoggiato all'altezza del polpaccio ma il mignolo deve guardare verso l'alto, infine in quello adopté il piede deve avvolgere completamente tutta la caviglia con la punta stesa. Ogni volta che si eseguono il ginocchio deve essere perfettamente rotato. I cou de pied vers l'avant e derrière si usano molto spesso nei fondu, mentre quello adopté si usa molto nei frappé.

### Coupé
Il pas coupé è un movimento di preparazione ad un altro passo: un piede taglia via (in francese "coupe") l'altro. Si esegue sollevandosi in punta o mezza punta, poi spostando il peso del corpo su un solo piede, mentre l'altro viene sollevato con un rapido movimento al livello del collo del piede in appoggio (davanti o dietro).

### Croisé
Posizione in diagonale rispetto al pubblico con una gamba incrociata di fronte all'altra.

## D

### Déboulé
Vedi chaînés. Il déboulé consiste in chaînés veloci eseguiti in sequenza, tenendo lo sguardo su un punto fisso e spostandosi in linea diritta o su un cerchio (manège).

### Dégagé
Posizione in cui una gamba è stesa e lontana dalla gamba che porta il peso. Questa posizione è il corrispettivo statico del movimento detto battement dégagé. Può essere "devant", "derrière", "de côté".

### Développé
Letteralmente vuol dire 'sviluppato', e indica il movimento della gamba che si solleva attraverso il cou de pied o il retiré, per raggiungere una posizione aperta, che può essere a terra, a 45° o 90°.

## E

### Echappé
Consiste in un rapido movimento con cui si passa dalla quinta alla seconda o alla quarta posizione. Può essere eseguito facendo scivolare i piedi sull'avampiede o saltando. Letteralmente significa fuga, scappata.

### Entrelacé
Vedi "Tour Jeté".

### En dedans
Termine del balletto usato in riferimento alla direzione dei movimenti rotatori, sia del corpo o parti di esso, sia del danzatore nello spazio. Il significato della parola è in dentro. Ad esempio, si ha un movimento en dedans quando la gamba libera dal peso del corpo descrive un semicerchio con la punta (sul pavimento o nell'aria) iniziandolo dietro e finendolo davanti. 

### En dehors
Il termine riguarda sempre i movimenti rotatori, sia del corpo o parti di esso, sia del danzatore nello spazio e si riferisce ai movimenti nella direzione opposta all'en dedans. Il significato della parola è in fuori. Ad esempio, si ha un movimento en dehors quando la gamba libera dal peso del corpo descrive un semicerchio con la punta (sul pavimento o nell'aria) iniziandolo davanti e finendolo dietro.

### En face
Con sguardo e parte frontale del corpo rivolti verso il pubblico.

### Épaulement
Letteralmente "movimento delle spalle", il termine indica un atteggiamento del corpo del danzatore nello spazio, con il busto posizionato non più frontalmente ma in linea diagonale, per consentire una visuale più ampia dei movimenti del ballerino.

### Entrechat
Vedi Batterie.
Letteralmente significa 'intrecciato' e si riferisce al rapido movimento delle gambe che di scambiano più volte e velocemente durante il salto in quinta posizione, passando per la prima posizione dei piedi.

### Entrée
Si riferisce alla sezione introduttiva di un grand pas o alla prima entrata di uno dei danzatori principali sul palcoscenico.

## F

### Frappé
Vedi battement frappé.

### Failli
Passo di transizione che segue o precede un salto o una posizione. Spesso è l'abbreviazione di sissonne-failli che indica una sissonne seguita da uno scivolamento in avanti del piede finito in posizione retrostante (chassé passé). Spesso segue un assemblé (sissonne-failli-assemblé). Arabesque failli indica il passaggio della gamba in elevazione nell'arabesque alla quarta posizione in avanti, come introduzione al passo seguente.

### Fondu
Vedi battement fondu.

### Tour fouettés
Passi che si eseguono in serie girando intorno all'asse corporeo.

## G

### Glissade
Le glissades ("scivolate") sono passi di collegamento e di slancio, servono di norma come impulso per il passo seguente.

Dalla quinta posizione, eseguire un demi-plié e contemporaneamente stendere una gamba in direzione avanti, di lato o indietro (dégagé), trasferirvi il peso del corpo tramite una leggera elevazione verso l'alto e subito stendere l'altra gamba nella direzione opposta alla prima, infine chiudere la seconda gamba in quinta posizione. Il passo va eseguito - come dice il nome - in maniera "scivolata", cioè non saltando.

Le glissades si eseguono frontalmente o nell'épaulement (vedi sopra) croisé o effacé. L'épaulement cambia se la glissade nel momento della chiusura in quinta cambia il piede davanti, resta uguale se la glissade nel momento della chiusura non cambia il piede davanti.

### Grand Jeté
Salto molto alto per passare da un piede all'altro, simile ad una spaccata in aria.
Le gambe si aprono assieme creando una sensazione del "volare".

### Grand Pas
Serie di numeri coreografici con funzione di presentazione e pièce de résistance dei danzatori principali o del corps de ballet. Di solito consiste in una entrée, un adagio e una coda conclusiva. Nel caso di grand pas del corps de ballet, dopo l'adagio ci può essere una danza "ballabile". Se sono in scena danzatori individuali invece l'adagio può essere seguito da variazioni virtuosistiche.
Si possono individuare vari tipi di grand pas:
- Grand pas d'action: porta avanti la trama del balletto.
- Grand pas classique: mette in primo piano la tecnica classica, escludendo pezzi di carattere.
- Grand pas de deux: è il pezzo di bravura dei danzatori principali (maschio e femmina).
- Grand pas: eseguito da tre o quattro danzatori si chiama grand pas de trois o grand pas de quatre.

## J

### Jarreté
Tipo di conformazione delle gambe del danzatore, a X. Opposto a arqué.

### Jeté
Tipo di salto in cui la gamba viene "gettata" (in francese: jeté) in avanti, di lato, o dietro. Esistono una grande varietà di jeté: jeté ordinaire, pas jeté, grand jeté, tour jeté, grand jeté en tournant, jeté entrelacé e altri.

## M

### Manège
Percorso circolare compiuto del danzatore nell'eseguire una serie di passi (es. Coupé jeté en tournant, o deboulé), che prende il nome dagli esercizi equestri svolti girando in cerchio nei maneggi.

## P

### Penché
Portare la gamba all'indietro a 180° portando il busto in avanti fino ad arrivare con le mani per terra e la testa vicino al pavimento.

### Pas de bourrée
Rapida serie di tre piccoli passi, spesso eseguita come passo di preparazione, legamento o termine. Il Pas de bourrée piqué invece consiste in un passo veloce in cui il peso viene trasferito da un piede all'altro sulle punte o sulle mezze punte.

### Passé
Con questo termine si indicano i movimenti dell'arto inferiore libero dal peso del corpo nel passaggio da una direzione all'altra (da avanti a dietro e viceversa o da avanti alla seconda o da dietro alla seconda). Il passé può essere eseguito par terre, ovvero passando per la prima posizione, o tramite un movimento raccourci dell'arto libero a 45° o a 90°. 
Tra i passi che prevedono questo movimento al loro interno c'è lo Jeté passé, che si esegue in avanti, di lato o indietro e può essere petit o grand.
Descrizione dello Jeté passé in avanti a 90°:
Mettersi in V posizione croisé con la gamba sinistra avanti, le braccia in una seconda posizione leggermente più bassa della norma e la testa girata a sinistra.
Eseguire un demi-plié.
Saltare lanciando la gamba destra in effacé avanti a 90° e alzando le braccia in prima posizione; immediatamente dopo lanciare la gamba sinistra avanti a 90° (tesa o con un passé développé a 90°). 
Scendere in demi-plié sulla gamba destra (la sinistra resta alzata a 90°), con le braccia nella grande posa croisé.
Con questo termine si indica anche una posizione, in cui una delle due gambe si piega, scivolando con il piede lungo il polpaccio dell'altra fin sopra il ginocchio, posizionandosi stabilmente. È la posizione in cui si eseguono le piroette più semplici.

### Piqué
Si tratta di un passo che inizia con una gamba in dégagé avanti, di lato o dietro e continua con lo spostamento del corpo sulla medesima in punta (o mezza punta). Quando allo spostamento del peso segue un giro sull'asse corporeo, si ha il tour piqué. 

### Piroluette
Il termine piroulette designa un particolare tipo di passo nel quale il ballerino gira sul proprio asse sostenendosi su una sola gamba. La piroulette si può eseguire sulla demi-pointe o sulla pointe e può partire dalla seconda, dalla quarta o dalla quinta posizione. Esempio: partendo dalla quinta posizione, bras "en bas", si esegue un plié; subito dopo si assume la posizione di retiré en avant di 360° elevandosi sulla mezza punta o sulla punta dell'altro piede. Si termina nella posizione iniziale con un nuovo plié oppure nella quarta posizione con la gamba davanti in plié e quella dietro tendue.

Soutenu (piroulette): è un giro sul posto eseguito su entrambe le gambe. Partendo dalla quinta posizione si esegue un demi-pliè e contemporaneamente un dégagé di una gamba in seconda o in quarta posizione; poi la gamba libera dal peso del corpo si unisce a quella cosiddetta "di terra" (che sostiene il peso) in quinta posizione sulle mezze punte o sulle punte e contemporaneamente si gira. Si termina con un nuovo demi-plié su entrambe le gambe in quinta posizione.

### Plié
Significa "piegato".
Partendo da una delle cinque posizioni, si piegano lentamente le gambe mantenendo i piedi "aperti" a 180° (anche meno) senza mai staccare i talloni da terra. Nella flessione delle gambe sono interessate le articolazioni coxo-femorali, delle ginocchia e delle caviglie che non devono essere contratte; le cosce ruotano verso l'esterno mentre le ginocchia flettono sull'asse dei piedi. In pratica il plié è guidato dalle anche, cioè dalla rotazione dei femori all'interno del bacino (en dehors), cosa fondamentale per eseguire un plié corretto.
Il plié viene anche chiamato demi-plié. Si parla invece di grand-plié quando si ha un piegamento completo delle ginocchia: in questo caso i talloni si alzano da terra (tranne nella seconda posizione).
È uno dei movimenti più importanti della danza.

### Port de bras
Passaggio fluido delle braccia per le posizioni basilari. Ne esistono diversi tipi. La scuola Vaganova ne conta sei, ad esempio:
Primo Port de bras
Dall'épaulement le braccia passano in prima per poi alzarle in terza, aprirle e farle scendere in seconda per tornare alla posizione iniziale.
Secondo Port de bras
Si parte con un braccio in terza posizione e l'altro in seconda, si fa scendere il braccio dalla terza alla seconda, mentre il braccio che era in seconda sale in terza. Infine entrambe le braccia si congiungono in prima, per poi tornare alla posizione di partenza.
Terzo Port de bras
Dalla seconda posizione le braccia fanno allongée e mentre si flette il busto in avanti vengono portate in prima; una volta raddrizzato il busto le braccia dalla prima passano alla terza posizione e si flette il busto indietro; infine si aprono le braccia in seconda tornando nella posizione iniziale.

### Posizioni dei piedi
Le posizioni dei piedi sono comuni a tutte le scuole di balletto. Si dividono in posizioni chiuse (la prima, la terza e la quinta) ed in posizioni aperte (la seconda e la quarta).
La prima posizione si ottiene ruotando i due piedi a 180°, mantenendo i talloni ben uniti e i mignoli ben saldati a terra per mettere il peso del corpo su tutta la pianta del piede uniformemente e non sul collo del piede. La rotazione dei piedi deve partire dalle anche, in modo da non sottoporre le ginocchia e le caviglie a stress. Bisogna fare attenzione a non far "rollare" i piedi in avanti e verso il basso: l'arco interno dei piedi deve essere sempre visibile.
La seconda posizione è simile alla prima, con la differenza che i talloni sono distanti fra di loro; la distanza tra i due piedi non deve superare la misura di un piede e mezzo.
La terza posizione è considerata preparatoria allo studio della quinta, perciò è usata raramente. I piedi sono ruotati a 180°, e il tallone del piede che sta avanti è posizionato in corrispondenza dell'arco plantare del piede che sta dietro. Si ottiene facilmente partendo dalla prima posizione e facendo scivolare un piede di fronte all'altro, mantenendoli in stretto contatto.
La quarta posizione si ottiene dalla quinta, facendo scivolare un piede in avanti e centrando il peso fra i due piedi; la distanza fra i piedi è di circa un mezzo piede.
La quinta posizione si ottiene quando i due piedi sono ruotati a 180° ed il tallone del piede che sta davanti è in esatta corrispondenza dell'alluce dell'altro piede. è importante che ci sia un buco tra una caviglia e l'altra. È la posizione più difficile da ottenere poiché richiede una buona rotazione.
La sesta posizione è stata introdotta nel Novecento e viene usata soprattutto nei balletti cosiddetti (anche se impropriamente) "neo-classici". Si ottiene tenendo i piedi paralleli uniti fra loro.
Vi sono diverse varianti delle posizioni, che dipendono dalle concezioni delle varie scuole. Ad esempio, inizialmente nel syllabus Cecchetti la quinta posizione è descritta in modo da avere una sovrapposizione parziale dei piedi, cioè il tallone si trova in corrispondenza dell'interno dell'arco plantare anziché in corrispondenza dell'alluce.

### Punte e Mezze Punte
Le scarpette da punta (dette anche pointes) sono scarpette rinforzate che permettono alla danzatrice (più raramente al danseur) di danzare en pointe cioè appoggiando il peso di tutto il corpo sulle dita dei piedi. 
Le mezzepunte (demi-pointes) sono scarpette di tela usate comunemente per lo studio e per l'esecuzione di coreografie che non prevedono l'uso delle punte.

## R

### Relevé
il tallone è sollevato in punta o in mezza punta, in opposizione a par terre.

### Renversé
Il piegarsi all'indietro del corpo durante un giro (tour).

### Révérence
Inchino che si esegue a fine lezione in segno di ringraziamento. Diverso per uomini e donne.

### Rond de jambe
Movimento circolare di una gamba libera dal peso del corpo concentrato tutto sull'altra non in movimento.viene eseguito nella prima posizione ed è importante che sia solamente la gamba a muoversi senza il resto del corpo (dal torace in su) e per facilitare cioè bisogna ''tirarsi su '' con il collo. il Rond de jambe può essere eseguito "par terre" e "en l'air" nelle direzioni "en dehors" o "en dedans".

### Royal
Si chiama così l'entrechat-deux, forse in riferimento a Luigi XIV che non riusciva a eseguire l'entrechat-quatre (vedi Batterie).

## S

### Seconde
Vedi à la seconde.

### Sissonne
Nella forma base (sissonne simple) è un tipo di salto che parte con lo slancio di tutti e due i piedi e termina su uno solo (con un'azione opposta a quella dell'assemblé). Ne esistono molte varianti, in cui il secondo piede si poggia anch'esso a terra, ma sempre con un ritardo rispetto al primo: ad esempio la sissonne fermée, la sissonne tombée e la sissonne fondue. Esistono sissonne piccole, a scarsa elevazione (come la s. fermée e la s. ouverte a 45°) e quelle grandi, ad alta elevazione (come la s. renversée e la s. ouverte a 90°).

### Soubresaut
Salto verticale che parte su due piedi, con ginocchia tese e punte tirate, il piede posteriore nascosto da quello anteriore, e arriva su entrambi i piedi nella stessa posizione. Se le gambe battono fra loro nella fase aerea si ha un tipo di cabriole.

## T

### Taqueté
Passo caratterizzato dall'azione di battere leggermente e velocemente il suolo con i piedi in punta, quasi senza appoggio, come il pizzicato in Sylvia. 

### Tendu

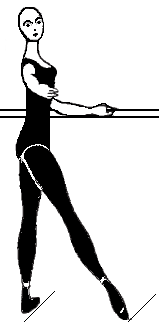
Tendu.

Una gamba è appoggiata al suolo, mentre l'altra scivola in avanti staccando il piede da terra fino a fargli toccare il pavimento solo con la punta, restando tesa.

### Terre
Vedi à terre. Sono à terre tutti i movimenti in cui i piedi non si staccano mai del tutto dal suolo (opposto: passi d'élévation).

### Tour
Qualsiasi rotazione appoggiata su un solo piede.

### Tour en l'air
Si parte in quinta posizione; dopo un plié di slancio si esegue un salto verticale, e nella fase in aria si compie un giro di 360° atterrando in di nuovo in quinta.

### Tour Jeté
Per eseguirlo il ballerino deve eseguire un battement con una gamba in avanti mentre è in plié sull'altra, quindi saltare e atterrare sulla prima gamba mentre completa un mezzo giro in aria. La seconda gamba, o la gamba di spinta, termina in genere in un Arabesque.

## V

### Variazione
Pezzo eseguito in assolo.